# Haplochromis ushindi
Haplochromis ushindi és una espècie de peix de la família dels cíclids i de l'ordre dels perciformes.

## Morfologia
Les femelles poden assolir els 22,6 cm de longitud total.

## Distribució geogràfica
Es troba al sud del llac Victòria (Àfrica oriental).